# M-Bahn
M-Bahn是世界上第二个投入商业运营的磁悬浮铁路，位于德国柏林。柏林墙的建设使得柏林地铁2号线（当时称为A线）中间断开，其中有两个在西柏林的区间停运，为了服务被停运车站附近的居民，连接三个相关车站的M-Bahn被提出。M-Bahn于1983年开始建设，1989年建成并免费试运行，1991年7月18日正式开通。由于当时柏林墙已经倒塌，为了恢复柏林地铁2号线，开通两月后M-Bahn就被拆除。